# The Awesome Adventures of Captain Spirit
The Awesome Adventures of Captain Spirit је авантуристичка игра у серијалу „Life Is Strange“ коју је развио Dontnod Entertainment, а објавио Square Enix. Објављена је у јуну 2018. за PlayStation 4, Windows и Xbox One као увод и демо за Life Is Strange 2. Радња прати Криса Ериксена, дечака који ствара алтер его суперхероја Капетана Спиритa како би се носио са губитком мајке. Square Enix External Studios је сарађивао са Dontnod-ом на развоју. Игра је добила генерално повољне критике, хвалећи наратив, главног лика и сценарио, али критикујући механику игре и аспекте писања.

## Гејмплеј и окружење
Играч преузима улогу дечака по имену Крис Ериксен. Радња се одвија у Бивер Крику, у Орегону, где Крис живи са својим оцем, Чарлсом, који се бори са смрћу Крисове мајке. Једног суботњег јутра, Крис ствара алтер его суперхероја, Капетана Спирит, и пројектује своју машту на стварност. Он замишља своје разне послове као суперзликовце који ће бити поражени. Након свађе са оцем, Крис пада са своје кућице на дрвету. Уместо да падне, он мистериозно левитира. Тада ће угледати два дечака који га посматрају из даљине (који се појављују у Life Is Strange 2).
Његов костим је прилагодљив, док се са окружењем може интераговати и садржи задатке попут потраге за благом и истраживања замишљене планете. Гранање дијалога се користи за реаговање на друге ликове. Избори које играч прави у игри „The Awesome Adventures of Captain Spirit“ утичу на неке делове игре Life Is Strange 2, у којој се појављује и Крис.